# Pseudostaffellinae
Pseudostaffellinae es una subfamilia de foraminíferos bentónicos de la familia Ozawainellidae, de la superfamilia Fusulinoidea, del suborden Fusulinina y del orden Fusulinida. Su rango cronoestratigráfico abarca desde el Viseense (Carbonífero inferior) hasta el Murgabiense (Pérmico superior).

## Discusión
Clasificaciones más recientes incluyen Pseudostaffellinae en la superfamilia Ozawainelloidea, y en la subclase Fusulinana de la clase Fusulinata. Clasificaciones más recientes incluyen Pseudostaffellinae en la familia Pseudostaffellidae.

## Clasificación
Pseudostaffellinae incluye a los siguientes géneros:
- Chomatomediocris †
- Eostaffella †, también incluido en familia Eostaffellidae
- Hubeiella †
- Kangvarella †
- Mediocris †, también incluido en familia Eostaffellidae
- Neostaffella †
- Ninella †
- Plectomediocris †
- Plectomillerella †
- Primoriina †
- Pseudoendothyra †
- Pseudostaffella †, también incluido en familia Pseudostaffellidae
- Quydatella †
- Rauserella †
- Shouguania †
- Toriyamaia †

Otros géneros considerados en Pseudostaffellinae son:
- Acutella †, considerado subgénero de Eostaffella, es decir, Eostaffella (Acutella), pero considerado nomen nudum
- Atetsuella †, aceptado como Pseudostaffella
- Bithurammina †, también incluido en Familia Eostaffellidae
- Chernousovella †, aceptado como Paramillerella
- Chomatomediocris †, considerado subgénero de Mediocris, es decir, Mediocris (Chomatomediocris)
- Eoparastaffella †, considerado subgénero de Parastaffella, es decir, Parastaffella (Eoparastaffella)
- Eoparastaffellina †, aceptado como Pseudoendothyra
- Eoplectostaffella †, considerado subgénero de Eostaffella, es decir, Eostaffella (Eoplectostaffella)
- Eostaffellina †, considerado subgénero de Eostaffella, es decir, Eostaffella (Eostaffellina)
- Ikensieformis †, considerado subgénero de Eostaffella, es decir, Eostaffella (Ikensieformis)
- Millerella †, considerado subgénero de Eostaffella, es decir, Eostaffella (Millerella)
- Quasistaffella †, considerado como subgénero de Pseudostaffella, es decir, Pseudostaffella (Quasistaffella)
- Palaeostaffella †, considerado subgénero de Pseudoendothyra, es decir, Pseudoendothyra (Palaeostaffella)
- Paramillerella †, también considerado subgénero de Eostaffella, es decir, Eostaffella (Paramillerella)
- Parastaffella †, aceptado como Pseudoendothyra
- Parastaffelloides †, aceptado como Pseudoendothyra
- Plectostaffella †, considerado subgénero de Eostaffella, es decir, Eostaffella (Plectostaffella), y aceptado como Pseudostaffella
- Praemisellina †, aceptado como Pseudoendothyra
- Praesemistaffella †, considerado un subgénero de Semistaffella, es decir, Semistaffella (Praesemistaffella)
- Schubertina †, aceptado como Quydatella
- Semistaffella †, aceptado como subgénero de Pseudostaffella, es decir, Pseudostaffella (Semistaffella)
- Staffelloides †, aceptado como Pseudoendothyra
- Seminovella †, considerado subgénero de Eostaffella, es decir, Eostaffella (Seminovella), y aceptado como género Seminovella
- Varvariella †, aceptado como subgénero de Eostaffella, es decir, Eostaffella (Varvariella)
- Volgella †, aceptado como subgénero de Pseudoendothyra, es decir, Pseudoendothyra (Volgella)